# Hagenthal-le-Bas
Hagenthal-le-Bas (in tedesco Niederhagenthal, in alsaziano Neederhàgethàl) è un comune francese di 1 093 abitanti situato nel dipartimento dell'Alto Reno nella regione del Grand Est.

## Società

### Evoluzione demografica
Abitanti censiti